# Bulletin Economique de l'Indochine
Bulletin Economique de l'Indochine (abreviado Bull. Écon. Indochine) fue una revista ilustrada con descripciones botánicas que fue editada en Saigón y Hanói. Se publicaron 52 números en los años 1898-1949.